# Hohenlohe-Jagstberg
Hohenlohe-Jagstberg fu un principato situato a Nord-Est del Baden-Württemberg, in Germania, presso Jagstberg che già era stato territorio del Vescovato di Würzburg. Hohenlohe-Jagstberg derivò dalla partizione dell'Hohenlohe-Bartenstein e passò al Württemberg allo scioglimento del Sacro Romano Impero, nel 1806.

## Principe di Hohenlohe-Jagstberg (1798 - oggi)
- Carlo Giuseppe (1798-1838)
- Luigi Alberto (1838-1850)
- Carlo Luigi (1850-1877), anche III principe di Hohenlohe-Bartenstein
- Giovanni (1877-1921), anche IV principe di Hohenlohe-Bartenstein
- Alberto (1921-1996)
- Alessandro (1996-in carica)
  - Carlo, principe ereditario di Hohenlohe-Jagstberg (nato nel 1967)
    - principe Carlo di Hohenlohe-Jagstberg (nato nel 2007)